# Ngô Giai Di
Ngô Giai Di (giản thể: 吴佳怡, phồn thể: 吳佳怡, bính âm: Wú Jiā Yí; sinh ngày 1 tháng 12 năm 1995) là một nữ diễn viên người Trung Quốc trực thuộc công ty giải trí Hoan Ngu Ảnh Thị.

## Tiểu sử
Ngô Giai Di sinh ra tại tỉnh Hắc Long Giang ở Trung Quốc, ba cô là người Liêu Ninh và mẹ cô là người Hắc Long Giang. Năm 6 tuổi, bởi vì công việc của mẹ nên cô đã chuyển đến sống ở một thành phố ven biển tỉnh Chiết Giang. Tiểu học và trung học cô đều theo học tại trường Minh Châu ở Vĩnh Khang, Chiết Giang. Năm 2013, sau khi tốt nghiệp trung học, cô tham gia kỳ thi nghệ thuật, và trúng tuyển vào Học viện Điện ảnh Bắc Kinh, Học viện Hý kịch Trung ương và Đại học Truyền thông Trung Quốc. Cuối cùng Ngô Giai Di đã chọn thi vào Học viện Hý kịch Trung ương và tốt nghiệp vào năm 2017.

## Sự nghiệp
Tháng 8 năm 2013, Ngô Giai Di có cho mình vai diễn đầu tiên là Ngưu Xuân trong bộ phim Cam Lộ, một đứa trẻ mồ côi cha lớn lên trong một gia đình ở nông thôn.
Tháng 2 năm 2015, Ngô Giai Di cùng Lý Gia Minh hợp tác diễn chính trong bộ phim điện ảnh chủ đề kháng chiến Địch Hậu Văn Công Đội, cô vào vai Đường Huệ Linh, một chiến sĩ nữ ngây thơ và tốt bụng. Tháng 8, cô cùng Tôn Hải Anh, Lữ Lệ Bình, Trương Bác Vũ hợp tác trong bộ phim điện ảnh hài kịch Phi Đồng Tiểu Khả, cô đóng vai A Hương, một cô gái dám yêu dám hận. Tháng 11, Ngô Giai Di nhờ vào bộ phim điện ảnh thanh xuân Khởi Phong đã nhận được giải thưởng nữ diễn viên phụ xuất sắc nhất của Golden Begonia Award lần thứ 3. Cùng năm cô còn cùng Trương Quốc Lập và Tưởng Hân đóng trong một bộ phim tình cảm gia đình hài kịch Lão Đương Gia, cô vào vai một Đỗ Đỗ lớn lên từ nhỏ ở Pháp, tính tình tự cao tự đại lại tùy hứng. 
Tháng 2 năm 2016, Ngô Giai Di diễn xuất trong bộ phim Bán Yêu Khuynh Thành, trong phim cô vào vai đệ nhất mỹ nữ của tộc Nữ Chân - Đông Ca. Tháng 9, cô tham gia diễn xuất trong bộ phim cổ trang Triều Ca, trong phim cô là một nữ nhân phẫn nam trang để tiến vào hoàng cung, một lòng muốn trở thành đại phu được công nhận - y nữ Ấp Khương. 
Tháng 1 năm 2017, Ngô Giai Di đóng vai Thanh Việt trong bộ phim cổ trang tình cảm Phượng Tù Hoàng, thị nữ của Sở Ngọc. Cùng năm, cô đóng vai chính cùng Tưởng Y Y trong bộ phim cổ trang thần thoại Na Tra Hàng Yêu Ký, cô vào vai Đông Hải Công chúa - Tiểu Long Nữ, con gái của Đông Hải Long Vương, trời sinh khí chất thông minh, có chút bướng bỉnh.

## Danh sách phim

### Phim điện ảnh
| Năm  | Tựa đề                | Tựa đề tiếng Trung | Vai            | Ghi chú   |
| ---- | --------------------- | ------------------ | -------------- | --------- |
| 2016 | Địch Hậu Văn Công Đội | 敌后文工队         | Đường Huệ Linh | Vai chính |
| 2016 | Phi Đồng Tiểu Khả     | 非同小可           | A Hương        | Vai phụ   |

### Phim truyền hình/Phim chiếu mạng
| Năm  | Tựa đề                          | Vai                | Bạn diễn                       | Ghi chú   |
| ---- | ------------------------------- | ------------------ | ------------------------------ | --------- |
| 2016 | Bán Yêu Khuynh Thành            | Đông Ca            | Lý Nhất Đồng, Trương Triết Hạn | Vai phụ   |
| 2017 | Lão Ba Đương Gia                | Đỗ Đỗ              | Trương Quốc Lập, Tưởng Hân     | Vai phụ   |
| 2018 | Phượng Tù Hoàng                 | Thanh Việt         | Quan Hiểu Đồng, Tống Uy Long   | Vai phụ   |
| 2019 | Cửu Châu Phiêu Miểu Lục         | Doanh Ngọc         | Tống Tổ Nhi, Lưu Hạo Nhiên     | Vai phụ   |
| 2019 | Trường Quân Đội Liệt Hỏa        | Khúc Mạn Đình      | Bạch Lộc, Hứa Khải             | Vai phụ   |
| 2020 | Na Tra Hàng Yêu Ký              | Tiểu Long Nữ       | Tưởng Y Y                      | Vai chính |
| 2020 | Thiên Vũ Kỷ                     | Tô Do Liên         | Hứa Khải                       | Vai chính |
| 2020 | Pháo Hoa Sông Đây Mưa Sông Đó   | Triệu Ngữ Tinh     | Triệu Dịch Khâm                | Vai chính |
| 2021 | Xin Chào, Người Bạn Phản Biện 2 | Mục Tiểu Ngư       | Trạch Tử Lộ                    | Vai chính |
| 2021 | Đại Đường Nữ Nhi Hành           | Thanh Hà Công chúa | Lý Nhất Đồng, Hứa Khải         | Vai phụ   |
| 2022 | Công Chúa Của Ảnh Đế            | Minh Kiều          | Từ Chính Khê, Châu Khiết Quỳnh | Vai phụ   |
| 2023 | Triều Ca                        | Ấp Khương          | Ngô Cẩn Ngôn, Trương Triết Hạn | Vai phụ   |
| 2023 | Trong Mây Ai Gửi Thư Gấm Đến    | Thẩm Ngư           | Tạ Bân Bân, Phó Tinh           | Vai Chính |

## Danh sách đĩa nhạc

### Đĩa đơn
| Năm  | Tên          | Album                             |
| ---- | ------------ | --------------------------------- |
| 2020 | Người Vô Tâm | Pháo Hoa Sông Đây Mưa Sông Đó OST |

## Hoạt động khác

### Chương trình thực tế
| Năm  | Kênh          | Tên chương trình  | Số tập |
| ---- | ------------- | ----------------- | ------ |
| 2018 | Tencent Video | Hội Thao Siêu Sao |        |
| 2019 | Youku         | Diễn Kỹ Phái      | 14     |

## Giải thưởng và đề cử
| Năm  | Giải thưởng                    | Hạng mục                       | Tác phẩm đề cử | Kết quả   |
| ---- | ------------------------------ | ------------------------------ | -------------- | --------- |
| 2015 | Golden Begonia Award lần thứ 3 | Nữ diễn viên phụ xuất sắc nhất | Khởi Phong     | Đoạt giải |